# Heteromeringia laticornis
Heteromeringia laticornis är en tvåvingeart som beskrevs av Mcalpine 1960. Heteromeringia laticornis ingår i släktet Heteromeringia och familjen träflugor. Inga underarter finns listade i Catalogue of Life.